# Alpenus diversata
Alpenus diversata är en fjärilsart som beskrevs av George Francis Hampson 1916. Alpenus diversata ingår i släktet Alpenus och familjen björnspinnare. Inga underarter finns listade i Catalogue of Life.